# きみとなら
「きみとなら」は、日本の音楽ユニット・B'zの楽曲。2021年5月21日にVERMILLION RECORDSより配信限定シングルとしてリリースされた。

## 概要
前作『フキアレナサイ』以来、約5年ぶりに配信でリリースされたシングル。テレビ朝日系土曜ナイトドラマ『べしゃり暮らし』主題歌に起用された。
2021年5月21日にサブスクリプションストリーミングサービスでの解禁に合わせて配信が開始された。

## 収録曲
1. きみとなら (3:45)
  - テレビ朝日系土曜ナイトドラマ『べしゃり暮らし』の為に書き下ろされた楽曲[5]。楽曲についてメンバーは「漫才コンビの成長を描く青春群像劇に、さらに新風を吹き込む主題歌になれればと思います。ドラマとともに僕たちの新曲を楽しんでいただけると嬉しいです。」とコメントしている[5]。
  - 『B'z LIVE-GYM 2019 -Whole Lotta NEW LOVE-』のエンディングSEとして使用され、また7月18日のZepp Nagoya公演からセットリストに追加された[8]。
  - 翌年に発売された22ndアルバム『Highway X』には未収録となった。

## タイアップ
- テレビ朝日系土曜ナイトドラマ『べしゃり暮らし』主題歌

## 参加ミュージシャン
- 松本孝弘：ギター・作曲・編曲
- 稲葉浩志：ボーカル・作詞・編曲

## ライブ映像作品
きみとなら
- B'z LIVE-GYM 2019 -Whole Lotta NEW LOVE-